# DW Весов
DW Весов (лат. DW Librae) — одиночная переменная звезда в созвездии Весов на расстоянии (вычисленном из значения параллакса) приблизительно 10993 световых лет (около 3370 парсеков) от Солнца. Видимая звёздная величина звезды — от +14,7m до +13,7m.

## Характеристики
DW Весов — эруптивная неправильная переменная звезда (I).